# Rhyacia citillus
Rhyacia citillus är en fjärilsart som beskrevs av Alphéraky 1889. Rhyacia citillus ingår i släktet Rhyacia och familjen nattflyn. Inga underarter finns listade.